# 剑叶拟兰
剑叶拟兰（学名：Apostasia wallichii）为兰科拟兰属下的一个种。

## 扩展阅读
- 維基物種上的相關：剑叶拟兰